# Інститут «Україніка»
Інститут «Україніка», або Український дослідницький інститут у Торонто (англ. Ucrainica Research Institute) — неприбуткова організація, ціллю якої є освіта та дослідження розвитку українсько-канадської громади в рамках канадської урядової політики багатокультурності.
Інститут створено 1973 або 1974 року.
Президент Орест Стеців. Координатор виставок Стів Остафічук.
Адреса (2008): 9 Plastics Ave, Етобіко, Торонто, Онтаріо, Канада. Нині за тією ж адресою (2016) знаходиться Український культурний центр міста Торонто.
З червня по грудень 2013 року упорядкуванням архіву Інституту «Україніка» на запрошення української громадськості Торонто (в рамках проекту Центру досліджень визвольного руху) займався український історик, архівіст Геннадій Іванущенко.
Праці Інституту (1973—2015): 13 праць у 15 публікаціях на 3 мовах; знаходяться у 98 бібліотеках.